# Brevipalpus columbiensis
Brevipalpus columbiensis är en spindeldjursart som beskrevs av Thewke 1967. Brevipalpus columbiensis ingår i släktet Brevipalpus och familjen Tenuipalpidae. Inga underarter finns listade.